# Houtsoulie

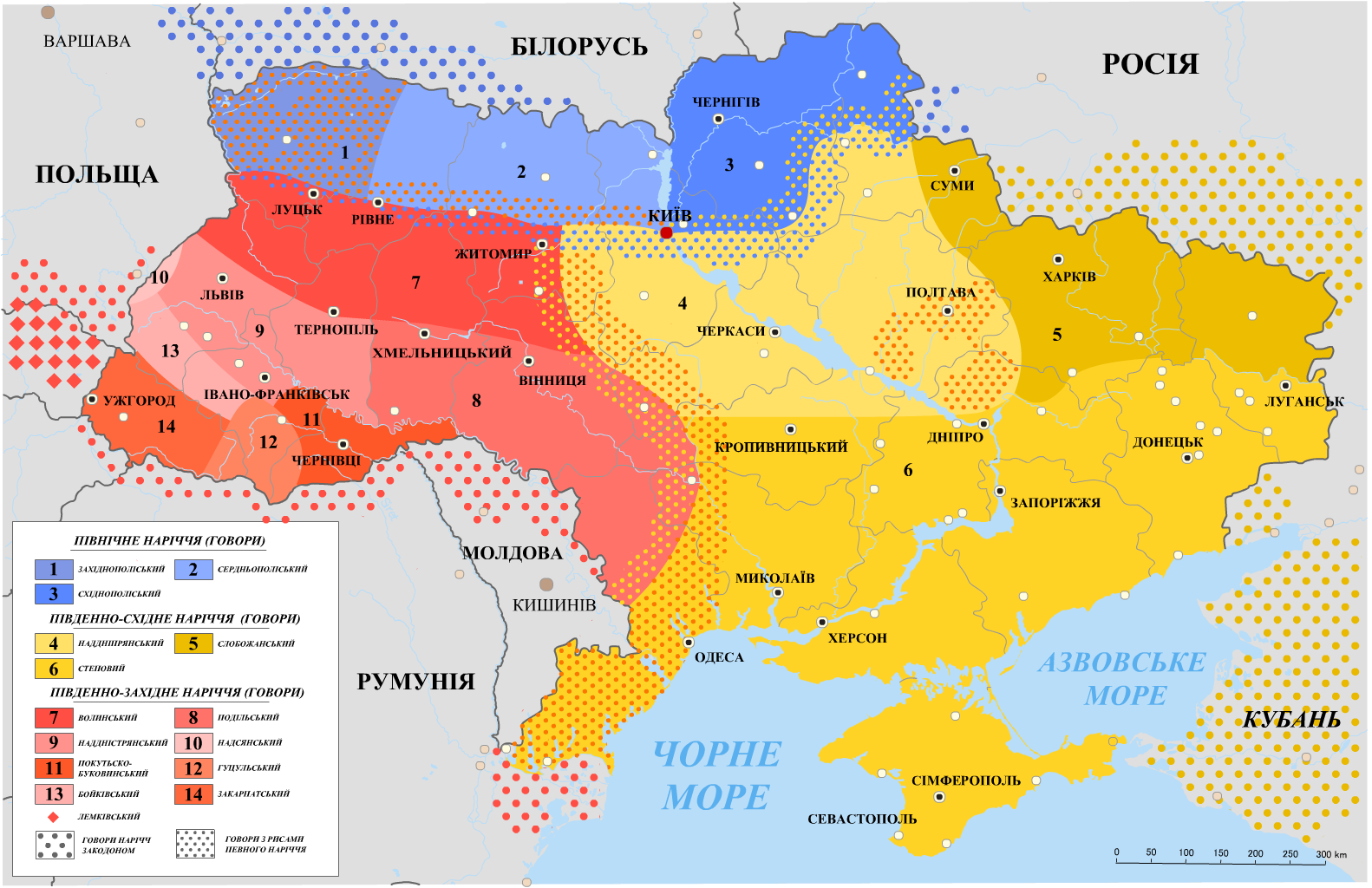
La zone 12 est la zone linguistique houtsoule en Ukraine.

La Houtsoulie (en ukrainien : Гуцульщина et en polonais : Huculszczyzna, en slovaque : Huculsko et en roumain : Huțulia ou, en translittération roumaine du nom ukrainien, Huțulșcina) est parfois appelée Pays houtsoule.
Géographiquement, c'est une région ethnographique définie par le parler houtsoule (ru) de la langue ukrainienne, située à cheval sur les Carpates, l'Ukraine et la Roumanie. Cette région recouvre des parties des régions historiques de Bucovine, Marmatie, Pocoutie et, dans une moindre mesure, de Galicie. Administrativement, elle chevauche les oblasts ukrainiennes d'Ivano-Frankivsk, de Tchernivtsi et de Transcarpatie, et dans les județe roumains de Maramureș et de Suceava.
L'étymologie du nom a été rapproché du roumain hoțul (« le voleur ») et du slave kochoul (« vagabond », « nomade ») car les montagnes de Houtsoulie ont toujours été des refuges pour les proscrits de toute origine et les paysans cherchant à échapper au servage, tant roumanophones qu'ukrainophones. Selon Paul Robert Magocsi de l'université de Toronto, leur cohabitation a produit, linguistiquement, une « pidginisation pastorale » qui explique les caractères du parler houtsoule et les ressemblances culturelles des ukrainiens carpatiques et des roumains septentrionaux. Mais la Houstoulie fascine aussi les protochronistes, qui font remonter ses habitants à la préhistoire ou au minimum aux tout premiers Slaves.

## Galerie

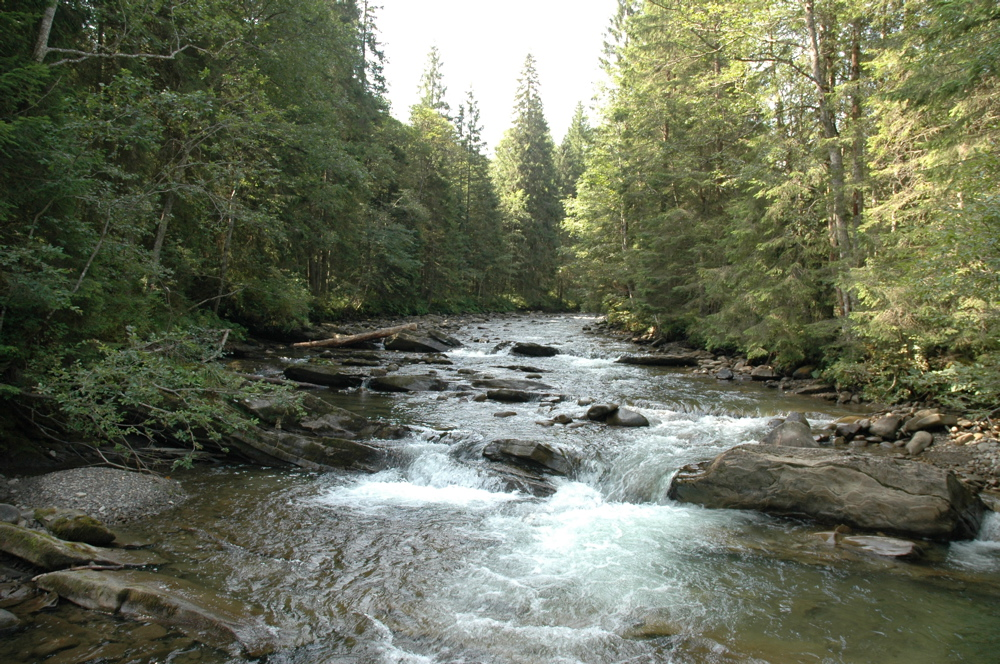
La rivière Prut aux pieds du mont Hoverla
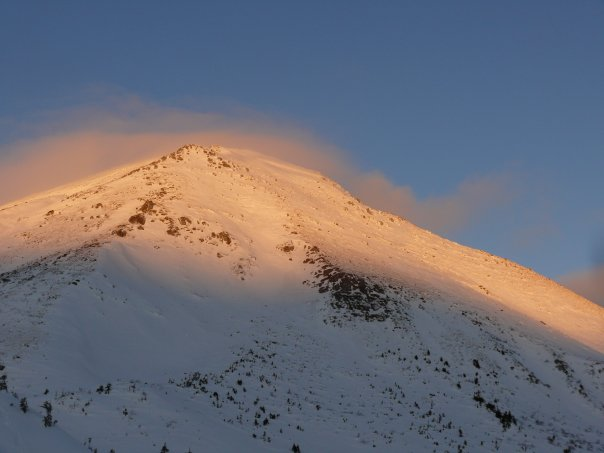
Le mont Pietros (« rocheux ») dans les Carpates ukrainiennes
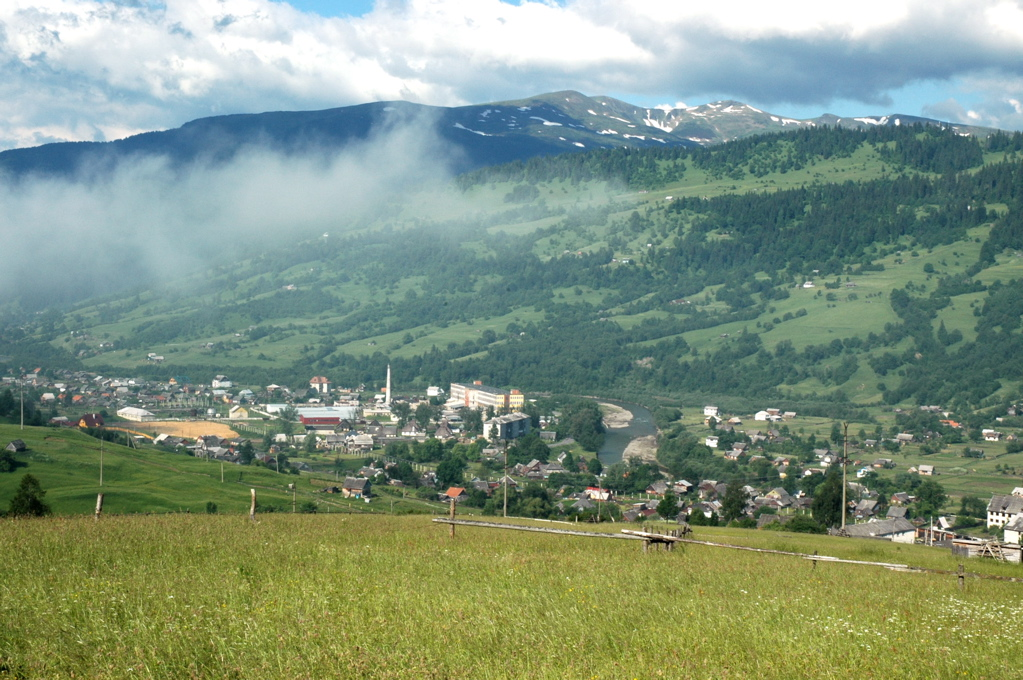
Vue de Iassinia dont le nom rappelle les anciens Iasses.